# Route de Salazie

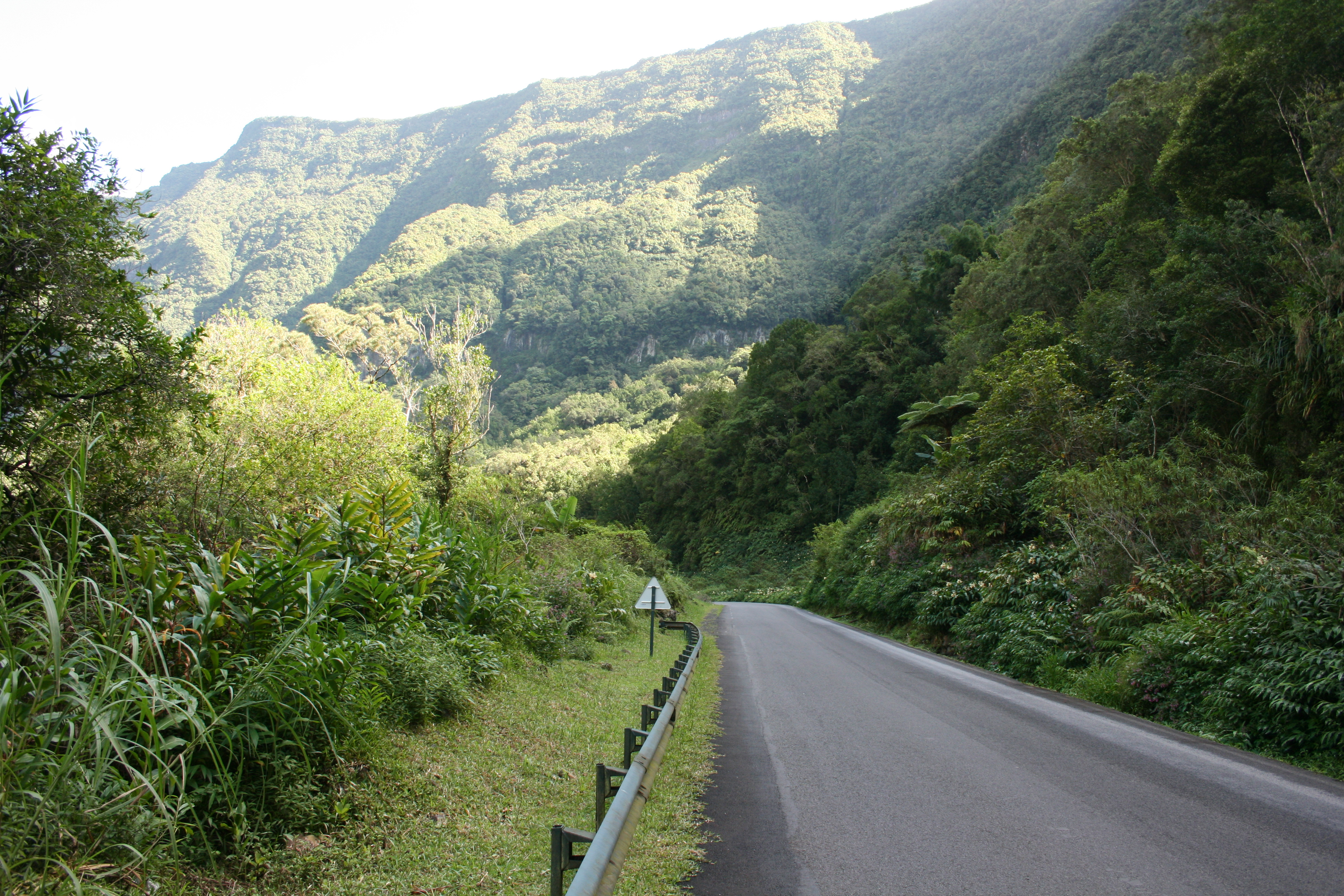
Vue de la route de Salazie.

La route de Salazie, ou route départementale 48 de La Réunion, est une route de montagne de l'île de La Réunion, département d'outre-mer français dans le sud-ouest de l'océan Indien. Elle relie la route nationale 2 depuis le centre-ville de la commune de Saint-André à l'îlet dit Îlet à Vidot dans le cirque naturel de Salazie, qui forme la commune du même nom. Pour ce faire, elle longe d'abord le cours de la Rivière du Mât, traverse le plateau Wickers et atteint le centre-ville de Salazie puis le quitte en bifurquant vers le sud en direction de la Mare à Poule d'Eau et d'Hell-Bourg, lieux-dits qu'elle dessert avant son terminus.